# 男装Cafe&Bar QUEEN DOLCE
男装Cafe&Bar QUEEN DOLCEは、株式会社Space-Marketが運営する男装をコンセプトにしたカフェ＆バー。2006年12月に東京都秋葉原に最初にできた男装カフェである。
正式名称は「男装Cafe＆Bar QUEEN DOLCE」

## 概要
2006年12月に秋葉原で最初に出来た男装喫茶。アニメ・ゲーム・映画等タイアップイベントを数多く行い、多くのメディアや雑誌でも紹介されており、AKB48の出演するテレビ番組AKBINGO!においてアイドルが男装を行うDANSO甲子園のアドバイザーとしてスタッフが出演している。
乃木坂46のアイドルやタレントなど、多くの芸能人も訪れている。海外メディアでも取り上げられ、世界の観光客からも注目を浴びている。
また、ヱヴァンゲリヲン新劇場版、マクロスフロンティアやNitro+CHiRALなどのアニメやゲーム作品のコラボカフェも数多く行う。

## コラボカフェ
- 咎狗の血 featuring.DOLCE(期間：2007.11.03～2007.11.07)
- Lamento featuring.DOLCE(期間：2007.11.23～2007.11.26)
- 東京マーブルチョコレート×QUEEN DOLCE(期間：2007.12.19～2008.02.14)
- MACROSS featuring.DOLCE～第一部～(期間：2008.03.28～2008.03.30)
- 咎狗の血 True Blood featuring.DOLCE(期間：2008.06.06～2008.06.10）
- MACROSS featuring.DOLCE～第二部～(期間：2008.07.19～2008.07.31)
- BLASSREITER CAFÉ(期間：2008.08.01～2008.08.10)
- スカイ・クロラfeaturing.DOLCE(期間：2008.08.12～2008.09.07)
- ヴァンパイア騎士featuring.DOLCE(期間：2008.10.11～2008.10.26)
- MACROSS featuring.DOLCE(期間：2009.02.07～2009.02.22)
- グレンラガン featuring.DOLCE(期間：2009.04.24～2009.05.10)
- ヱヴァンゲリヲン新劇場版：破 featuring.DOLCE(期間：2009.06.24～2009.07.12)
- 鋼の錬金術師 FULLMETAL ALCHEMIST featuring.DOLCE(期間：2009.08.7～2009.08.23)
- sweet pool café　featuring.DOLCE(期間：2009.09.18～2009.09.27)
- 劇場版マクロスＦ～イツワリノウタヒメ～featuring.DOLCE(期間：2009.11.13～2009.11.29)
- 劇場版マクロスＦ～イツワリノウタヒメ～featuring.DOLCE (期間：2009.11.13～2009.11.29)
- sweet pool cafe ～meet sweet pool 本能祭～featuring.DOLCE(期間：2009.12.04～2009.12.13)
- バカとテストと召喚獣featuring.DOLCE(期間：2010.2.26～2010.3.7)
- 劇場版文学少女featuring.DOLCE(期間：2010.4.28～2010.5.09)
- featuring.DOLCE(期間：2010.05.27～2010.06.6)
- 宇宙ショーへようこそfeaturing.DOLCE(期間：2010.06.25～2010.07.11)
- Nitro＋CHiRAL Café　featuring.DOLCE(期間：2010.09.17～2010.09.26)
- 劇場版マクロスＦ～イツワリノウタヒメ～featuring.DOLCE(期間：2010.10.06～2010.10.11)
- STARDRIVER 輝きのタクトfeaturing.DOLCE(期間：2010.11.12～2010.11.23)
- STARDRIVER 輝きのタクトfeaturing.DOLCE(期間：2011.01.26～2011.02.06)
- 劇場版マクロスＦ～サヨナラノツバサ～featuring.DOLCE(期間：2011.2.25～3.13)
- シュタインズゲートfeaturing.DOLCE(期間：2011.04.01～2011.04.10)
- コードギアスcafé featuring.DOLCE(期間：2011.04.28～2011.05.15)
- ZONE-00カフェfeaturing.DOLCE(期間：2011.05.18～2011.05.29)
- バカとテストと召喚獣featuring.DOLCE(期間：2011.07.08～2011.07.18)
- あの日見た花の名前を僕たちはまだ知らない。featuring.DOLCE(期間：2011.09.16～2011.09.25)
- Lamento cafe featuring.DOLCE(期間：2011.12.22～2011.12.31)
- 銀翼のファムfeaturing.DOLCE (期間：2012.01.20～2012.01.29)
- DRAMAtical Murderカフェfeaturing.DOLCE (期間：前半：2012.03.22～04.08)
- DRAMAtical Murderカフェ featuring.DOLCE (期間：後半：2012.04.17.～04.30)
- ナナリーinワンダーランドfeaturing.DOLCE (期間：2012.05.03～2012.05.13)
- ロボティクス・ノーツfeaturing.DOLCE (期間：2012.06.28～2012.07.16)
- コードギアス亡国のアキトカフェfeaturing.DOLCE (期間：2012.07.27～2012.08.05)
- DRAMAtical Murder Cafe re:turn featuring.DOLCE (期間：2012.08.10～2012.08.19)
- アクセル・ワールドfeaturing.DOLCE (期間：2012.08.24～2012.09.17)
- ソードアート・オンラインfeaturing.DOLCE (期間：2012.09.07～2012.09.16)
- dowangyaハロウィンパーティー featuring.DOLCE (期間：2012.10.16～2012.10.21)
- ZONE-00カフェ featuring.DOLCE (期間：2012.11.23～2012.12.02)
- DRAMAtical Murder Cafe re:turn featuring.DOLCE (期間：2013.5.24～2013.5.31)
- コードギアス亡国のアキトカフェfeaturing.DOLCE (期間：2013.09.20～2013.09.29)
- DRAMAtical Murder Cafe 2014 Spring featuring.DOLCE (期間：2014.3.21～2014.3.30)
- sweet pool sweet pool 5th Anniversary café featuring.DOLCE～ (期間：2014.5.1～2014.5.11)/
- SERVAMP-サーヴァンプ Cafe featuring.DOLCE～ (期間：2014.8.22～2014.8.31)
- Nitro+CHiRAL Café featuring.DOLCE～ (期間：2014.9.19～2014.9.28)
- バディ・コンプレックスfeaturing.DOLCE～ (期間：2014.10.3～2014.10.13)

## WEB掲載情報
- ヴァンパイア騎士カフェ、クイーンドルチェで開催中！(電撃オンライン)2008年10月15日配信
- 秋葉原で楽しめる！“会いにいけるイケメン”って？(東京ウォーカー)2014年7月5日配信